# 石串站
石串站（：／ Dolgoji yeok */?）是首尔地铁6号线沿線的一座地下車站，位於韓國首爾特別市城北區石串洞。站名以所在地「石串洞」（석관동）的韩語固有词写法命名，中文不采音译，直接使用原名。

## 車站構造
站體為2面2線側式月台的地下車站，候車月台設有月台幕門，並有8處出口。

### 月台配置
| 上月谷 ↑ |
| \| 上    |
| ↓ 石溪   |

| 月台 | 路線           | 目的地                               |
| ---- | -------------- | ------------------------------------ |
| 上行 | ●首尔地铁6号线 | 月谷、東廟、合井、鷹岩方向           |
| 下行 | ●首尔地铁6号线 | 石溪、泰陵、花郎臺、烽火山、新內方向 |

## 歷史
- 2000年8月7日：落成啟用。

## 車站周邊
- 首爾長位初等學校
- 長位派出所
- 長位洞郵局
- 長位綜合社會福祉館
- 長位119消防安全中心
- 長石市場
- 懿陵（朝鲜语：의릉 (조선 경종)）
- 韓國藝術綜合學校

## 圖片

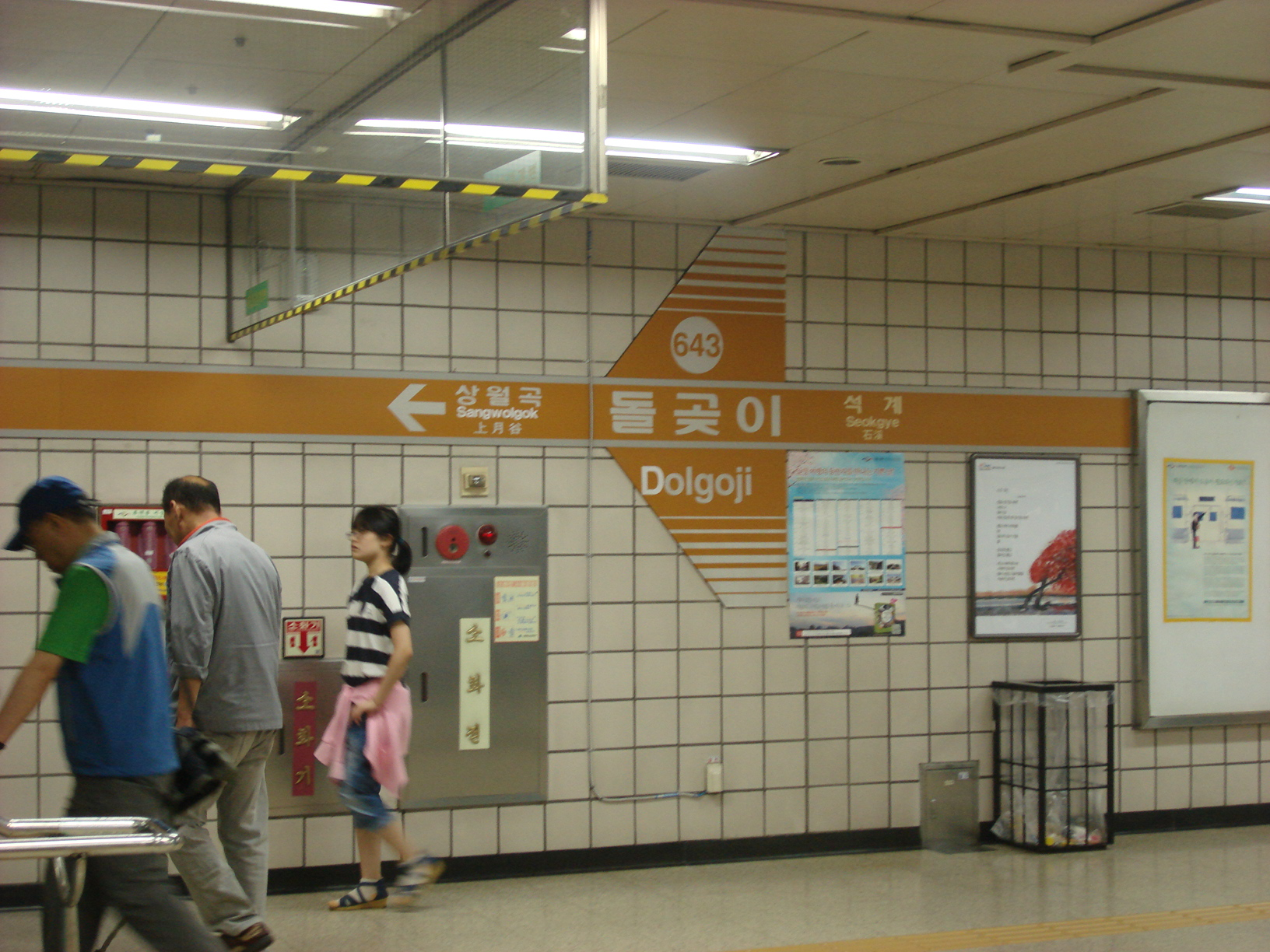
站名牌
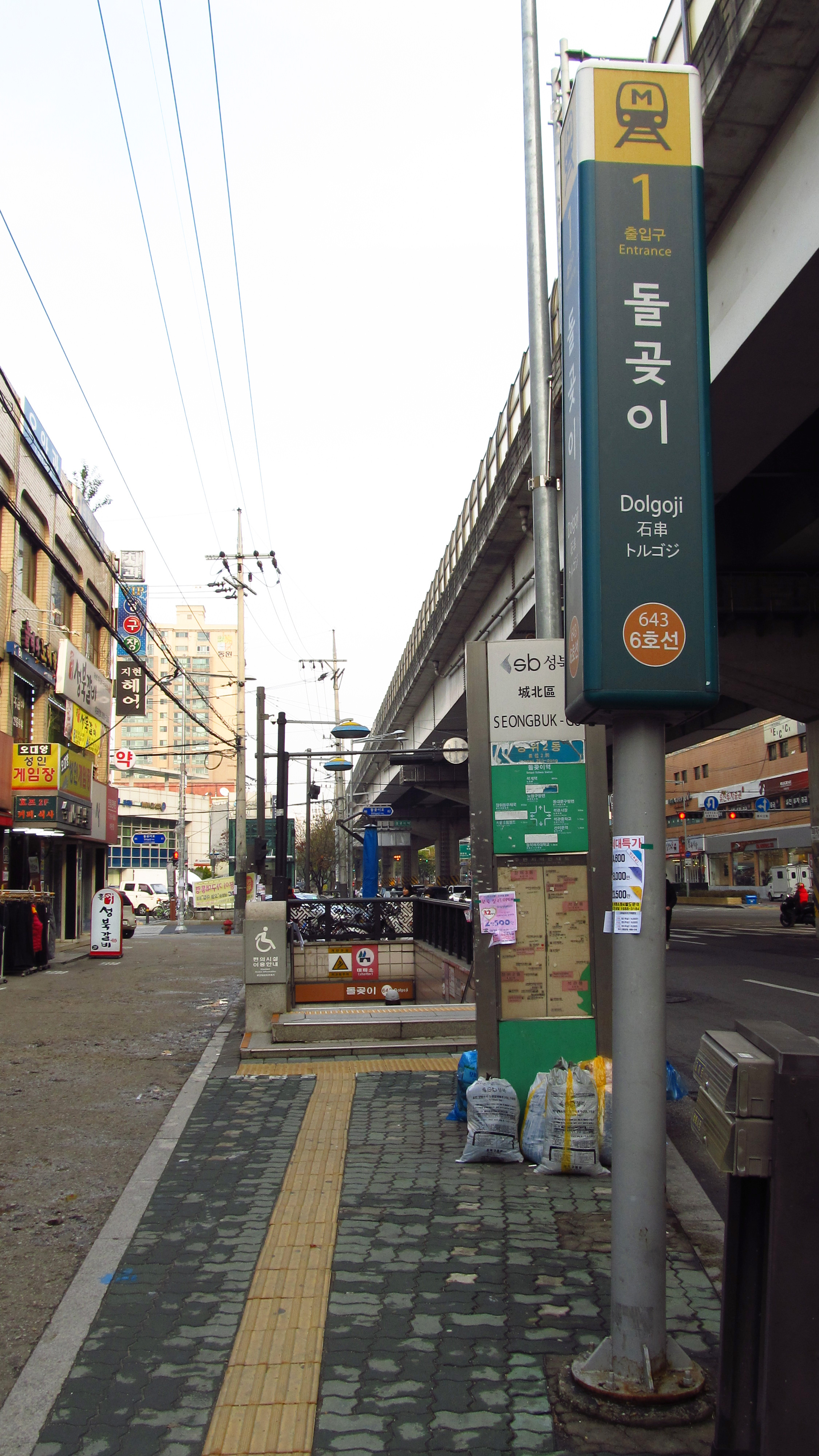
1號出口
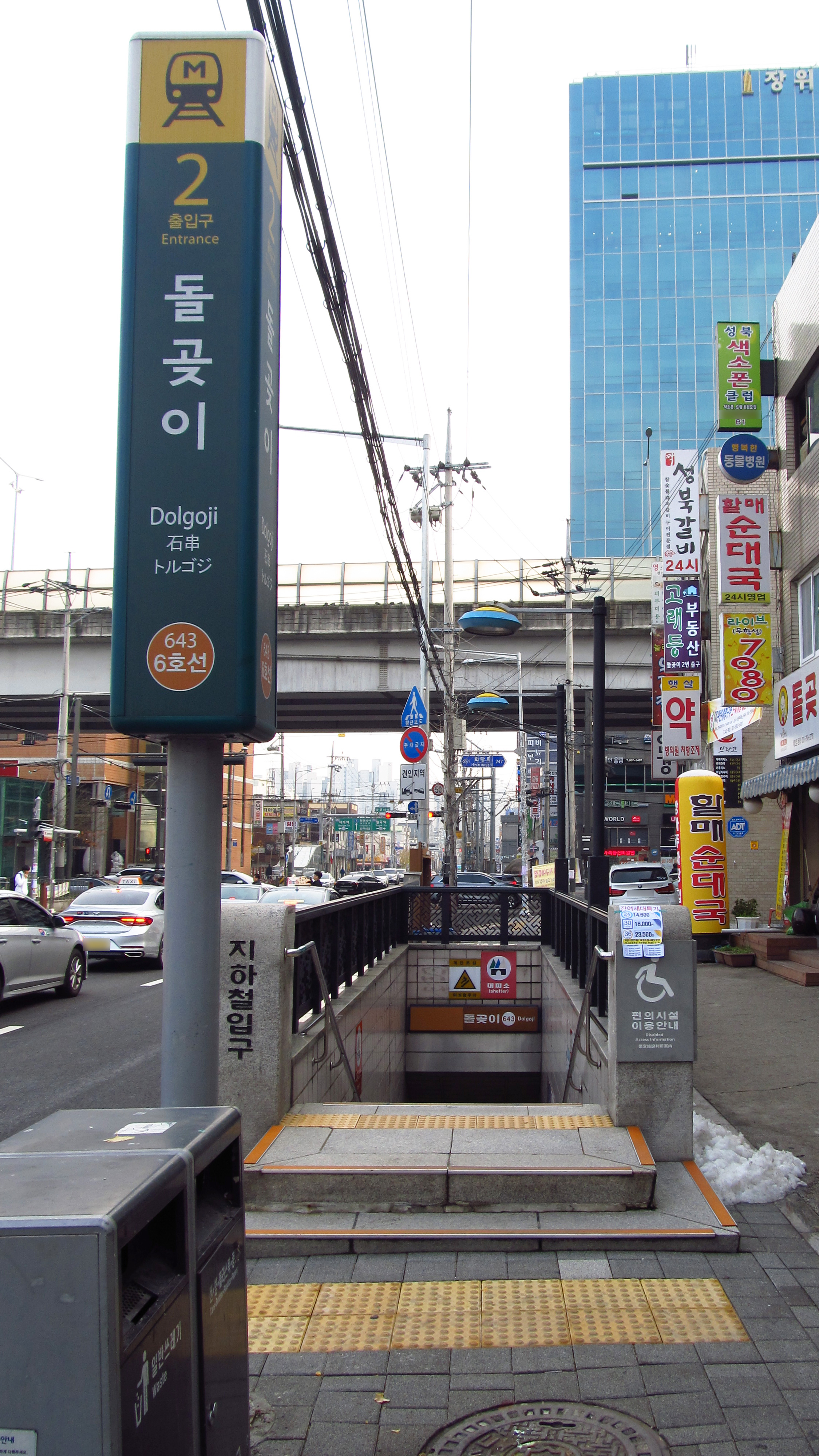
2號出口
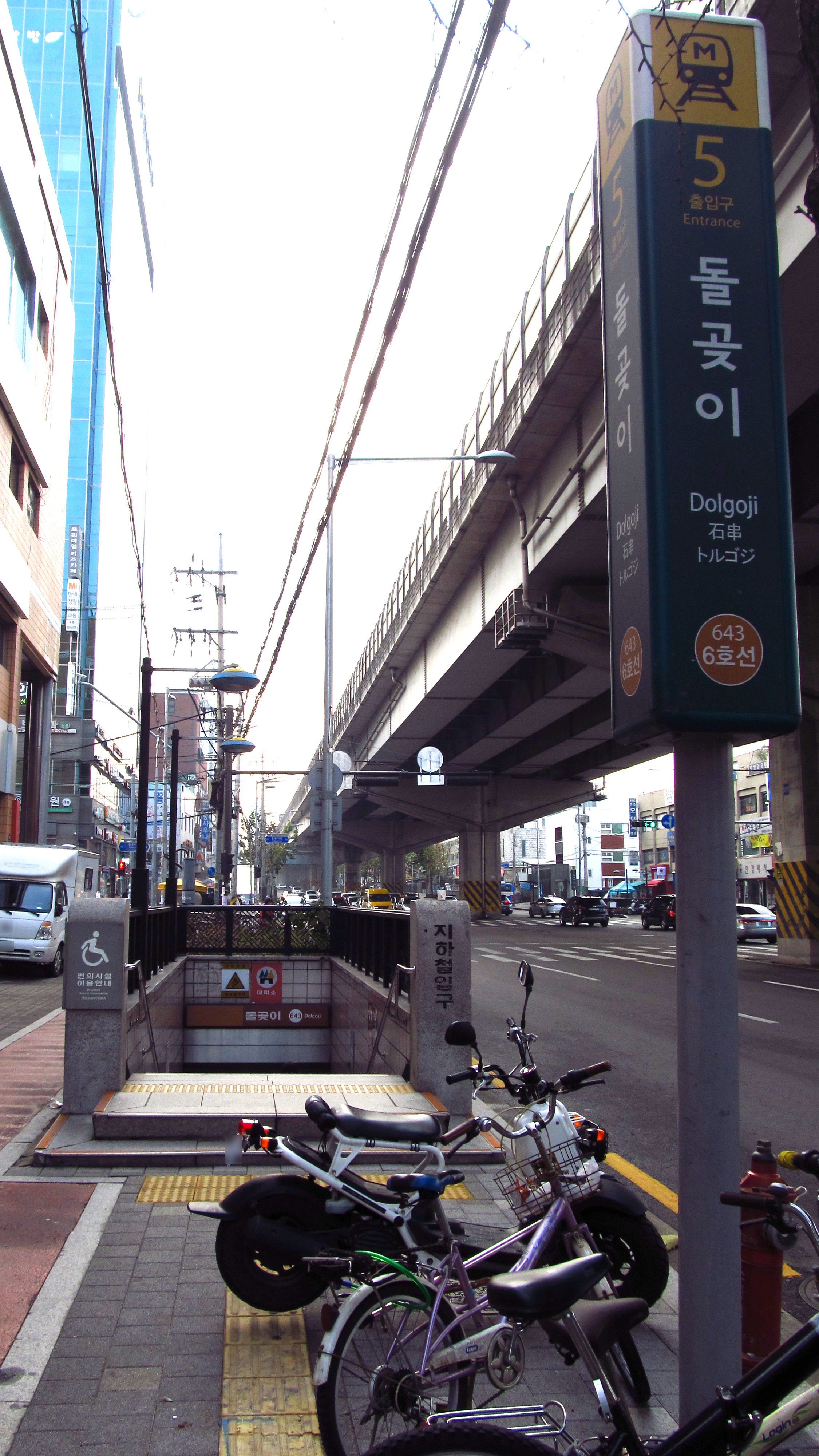
5號出口

## 相鄰車站
首爾交通公社
●首尔地铁6号线
上月谷（642）－石串（643）－石溪（644）